# Masevaux
Masevaux – miejscowość i dawna gmina we Francji, w regionie Grand Est, w departamencie Górny Ren. W 2013 roku jej populacja wynosiła 3394 mieszkańców. 
W dniu 1 stycznia 2016 roku z połączenia dwóch ówczesnych gmin – Masevaux oraz Niederbruck – utworzono nową gminę Masevaux-Niederbruck. Siedzibą gminy została miejscowość Masevaux. 